# Verenigde Hof-, Groot- en Kleine Hemmeerpolder
De Verenigde Hof-, Groot- en Kleine Hemmeerpolder was een waterschap in de Nederlandse provincie Zuid-Holland, in de gemeente Warmond.
Het waterschap was in 1861 gevormd uit de:

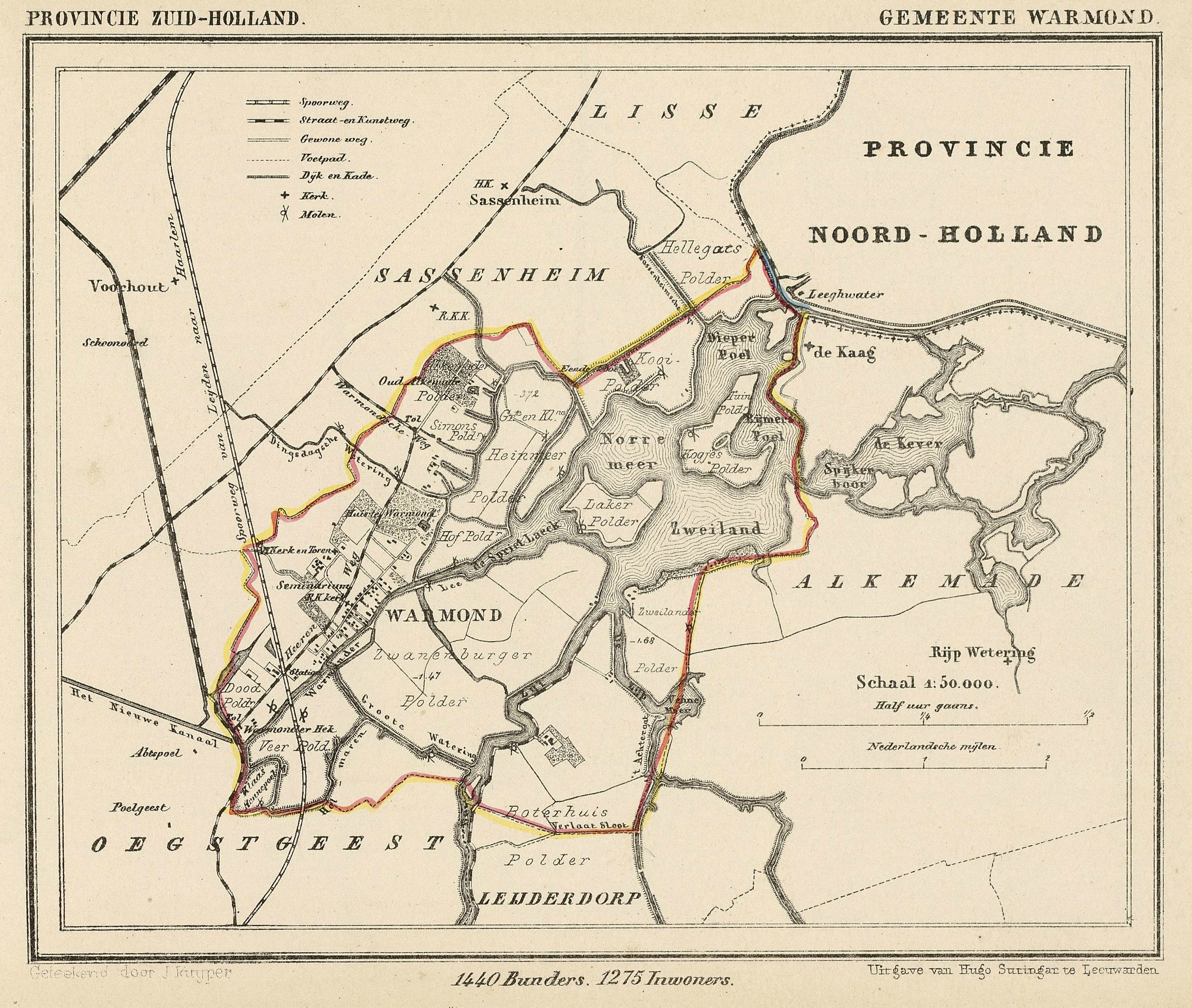
De drie polders op een kaart van de voormalige gemeente Warmond uit ca. 1865. De Groot- en Klein Hemmeerpolder worden er abusievelijk aangeduid als de Groot- en Klein Heinmeerpolder.

- De Groot Hemmeerpolder
- De Hofpolder
- De Klein Hemmeerpolder.